# Pau Ribes
Pau Ribes Culla (1 de septiembre de 1995) es un deportista español que compite en natación sincronizada. Ganó ocho medallas en el Campeonato Europeo de Natación entre los años 2016 y 2022.

## Palmarés internacional
| Campeonato Europeo | Campeonato Europeo    | Campeonato Europeo | Campeonato Europeo |
| Año                | Lugar                 | Medalla            | Prueba             |
| ------------------ | --------------------- | ------------------ | ------------------ |
| 2016               | Londres (Reino Unido) | Medalla de bronce  | Dúo técnico mixto  |
| 2016               | Londres (Reino Unido) | Medalla de bronce  | Dúo libre mixto    |
| 2018               | Glasgow (Reino Unido) | Medalla de bronce  | Dúo técnico mixto  |
| 2018               | Glasgow (Reino Unido) | Medalla de bronce  | Dúo libre mixto    |
| 2021               | Budapest (Hungría)    | Medalla de plata   | Dúo técnico mixto  |
| 2021               | Budapest (Hungría)    | Medalla de plata   | Dúo libre mixto    |
| 2022               | Roma (Italia)         | Medalla de plata   | Dúo técnico mixto  |
| 2022               | Roma (Italia)         | Medalla de plata   | Dúo libre mixto    |